# 金雲翹

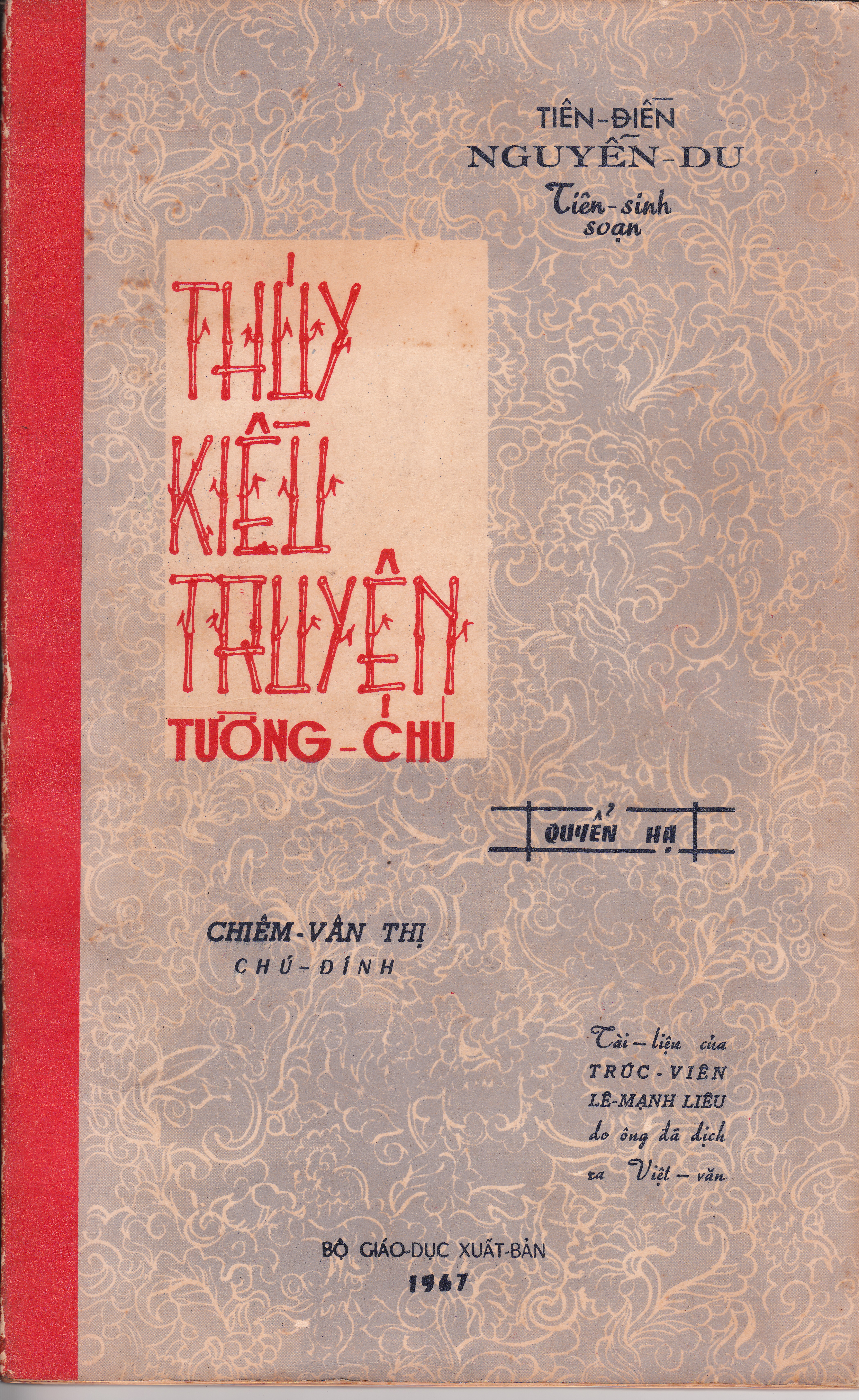
ベトナム教育出版部版「翠翹傳 詳注」（1967年）

『金雲翹』（キム・ヴァン・キエウ、ベトナム語：Kim Vân Kiều / 金雲翹）は、19世紀前半にベトナム（阮朝）の文人グエン・ズー（阮攸）が中国の小説『金雲翹伝』を翻案し、チュノムで記した長編叙事詩。チュノム文学の最高峰と考えられ、ベトナムの国民文学的作品とみなされている。
作者が付した本来の題は『断腸新声』（ベトナム語：Đoạn Trường Tân Thanh / 斷腸新聲）であるが、複数の版でさまざまな書名が伝えられており、日本では長らく『金雲翹』の名で受容されてきた。現代のベトナムでは、『キエウ伝』（ベトナム語：Truyện Kiều / 傳翹）が最も一般的な呼称である。

## あらすじ
物語の舞台は明の嘉靖時代の開封。
女性主人公ヴオン・トゥイ・キエウ（ベトナム語：Vương Thúy Kiều / 王翠翹）は、弟の友人であるキム・チョン（ベトナム語：Kim Trọng / 金重）と知り合い結婚を約束するが、ヴオン家に不幸が訪れる。トゥイ・キエウは、妹のトゥイ・ヴァン（ベトナム語：Vương Thúy Vân / 王翠雲）にキム・チョンとの結婚を託し、金を工面するために身を売る。トゥイ・キエウは流転のなかでさまざまな辛酸をなめたのち、15年の歳月を経て妹や婚約者と再会し、幸せに暮らす。

## 成立と受容
この作品は、「青心才人」（筆名）による中国（明末清初）の才子佳人小説『金雲翹伝』がもとになっている。阮朝の高官であり文人であったグエン・ズーは、この作品を翻案し、ベトナム独特の形式である六八体 (ベトナム語：Thể lục bát / 體六八、六音八音の交互による韻文）の詩、全3254行を作り上げた。「金雲翹」というタイトルは3人の主要登場人物、ヴオン・トゥイ・キエウ（王翠翹)、トゥイ・ヴァン (王翠雲)、キム・チョン (金重) からそれぞれ一字をとったものである。
史書『大南正編列伝』によれば、この作品はグエン・ズーが使節として赴いた清朝から帰国の後（1820年より後）に書かれたとされるが、中国へ行く前（1814年以前）に書かれたという説もある。最初の出版は1820年から1825年のあいだと考えられている。以後、チュノム、クオック・グーともに複数の異なる版が出版されており、書名も『金雲翹新傳』、『金雲翹新集』、『斷腸新聲』などさまざまである。
翻案にあたってベトナムの俗語や歌謡を組み込んだこの作品はチュノム文学の最高峰と考えられ、ベトナムでは現在も学校教育に使用されている。何人かの登場人物の名前はしばしば典型的な人物像の喩えとして用いられ、また若い女性のあいだではこの作品を恋愛占いに使用する方法が広く知られている。名実共にベトナムの国民文学である。

## 文例

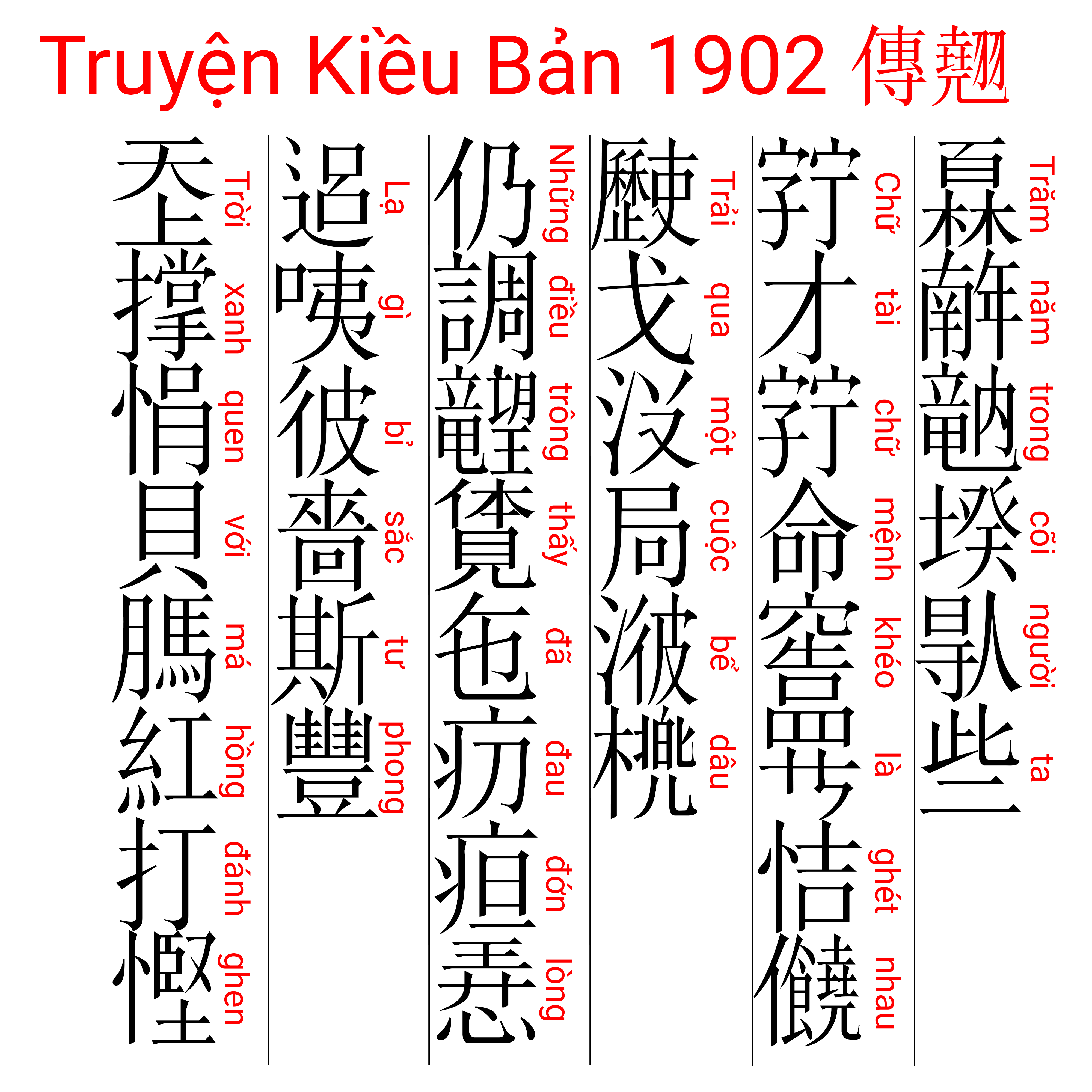

冒頭の6行は、チュ・クオック・グー（ラテン文字）および漢喃（漢字・チュノム交じり文）で以下のように記される。
| チュ・クオック・グー | 漢喃                                                                                      |
| --- | ----------------------------------------------------------------------------------------- |
| Trăm năm, trong cõi người ta, Chữ tài, chữ mệnh, khéo là ghét nhau. Trải qua một cuộc bể dâu, Những điều trông thấy mà đau đớn lòng; Lạ gì bỉ sắc, tư phong, Trời xanh quen thói má hồng đánh ghen. | 𤾓𢆥𥪝𡎝𠊛嗟 𡦂才𡦂命窖羅恄饒 𣦆戈沒局𣷭橷 仍調𥉩𧡊罵忉疸𢚸 邏之彼嗇私豐 𡗶青慣退𦟐紅打慳 |

## 日本語訳史
ベトナム語の叙事詩作品の翻案元となった中国語の小説作品『金雲翹伝』は、近世に満洲語・朝鮮語にも翻訳され、現地で翻案作品の発展を見た。日本へも江戸時代に『金雲翹伝』が輸入されており、西田維則による翻訳『通俗金翹伝』（1763年）、曲亭馬琴による翻案作品『風俗金魚伝』（1839年）が刊行されている。
ベトナム版『金雲翹（断腸新声、キエウ伝）』の日本語訳は、以下のように出版されている。
- 1942年 - 小松清: 『金雲翹』東宝発行所 （フランス語訳からの重訳）

1948年4月25日、偕光社より出版
- 1975年 - 竹内与之助: 『金雲翹』 講談社
- 1985年 - 竹内与之助: 『金雲翹新伝』 大学書林
- 1996年 - 秋山時夫: 『金雲翹』
- 2005年3月25日 - 佐藤清二、黒田佳子: 『トゥイ・キォウの物語』 ISBN 4-86069-089-3 吉備人出版（レ・スァン・トゥイによる1963年の英語訳からの重訳）